# Chevéska metoden
Chevéska metoden är en sångundervisningsmetod, vid vilken begagnas siffror i stället för noter. 
Uppkallad efter fransmannen Émile Chevé, vilken fullföljde en tidigare metod av Pierre Galin och grundade en musikskola i Paris, blev metoden införd i England genom George W. Bullen, i Danmark genom Jørgen Malling, som även gjorde ett övergående försök med densamma i Sverige 1879. 